# Đài phun nước Wrocław
Đài phun nước Wrocław - Đài phun nước đa phương tiện Wrocław, - tiếng Ba Lan: Wrocławska Fontanna, là một đài phun nước âm nhạc đa phương tiện và là một cái ao trang trí ở Wrocław, miền tây Ba Lan. Đài phun nước chỉ hoạt động trong mùa hè - từ cuối tuần cuối tháng tư hoặc cuối tuần đầu tiên của tháng năm đến cuối tháng mười.

## Miêu tả
Đài phun nước Wrocław nằm trong khu triển lãm Wrocław lịch sử. Nó nằm cạnh Cung Thế kỷ hiện đại đầu tiên, và được bao quanh trong Vườn dây leo Wrocław.
Được xây dựng vào năm 2009, nó hiện là một trong những đài phun nước hoạt động lớn nhất ở châu Âu.

### Chương trình đa phương tiện
Đài phun nước rộng 1 hécta (110.000 foot vuông) này kết hợp hơn 300 máy bay phản lực để tạo ra màn hình nước nhảy múa. Chúng được sử dụng, với âm nhạc và ánh sáng, bởi một chương trình đa phương tiện được điện toán hóa cho các chương trình nước hoạt hình .
Ban ngày đài phun nước không có gì ấn tượng. Tuy nhiên ban đêm nơi đây là địa điểm tổ chức những chương trình hàng đêm ngoạn mục. Đài phun nước được chiếu sáng vào ban đêm bởi 800 đèn màu được lập trình trên máy tính.
Trượt băng
Khi bị đóng băng vào mùa đông, Đài phun nước Wrocław sẽ được rút nước và trở thành sân trượt băng rộng 4.700 mét vuông (51.000 foot vuông) chiếm một phần không gian của nó.

## Hình ảnh

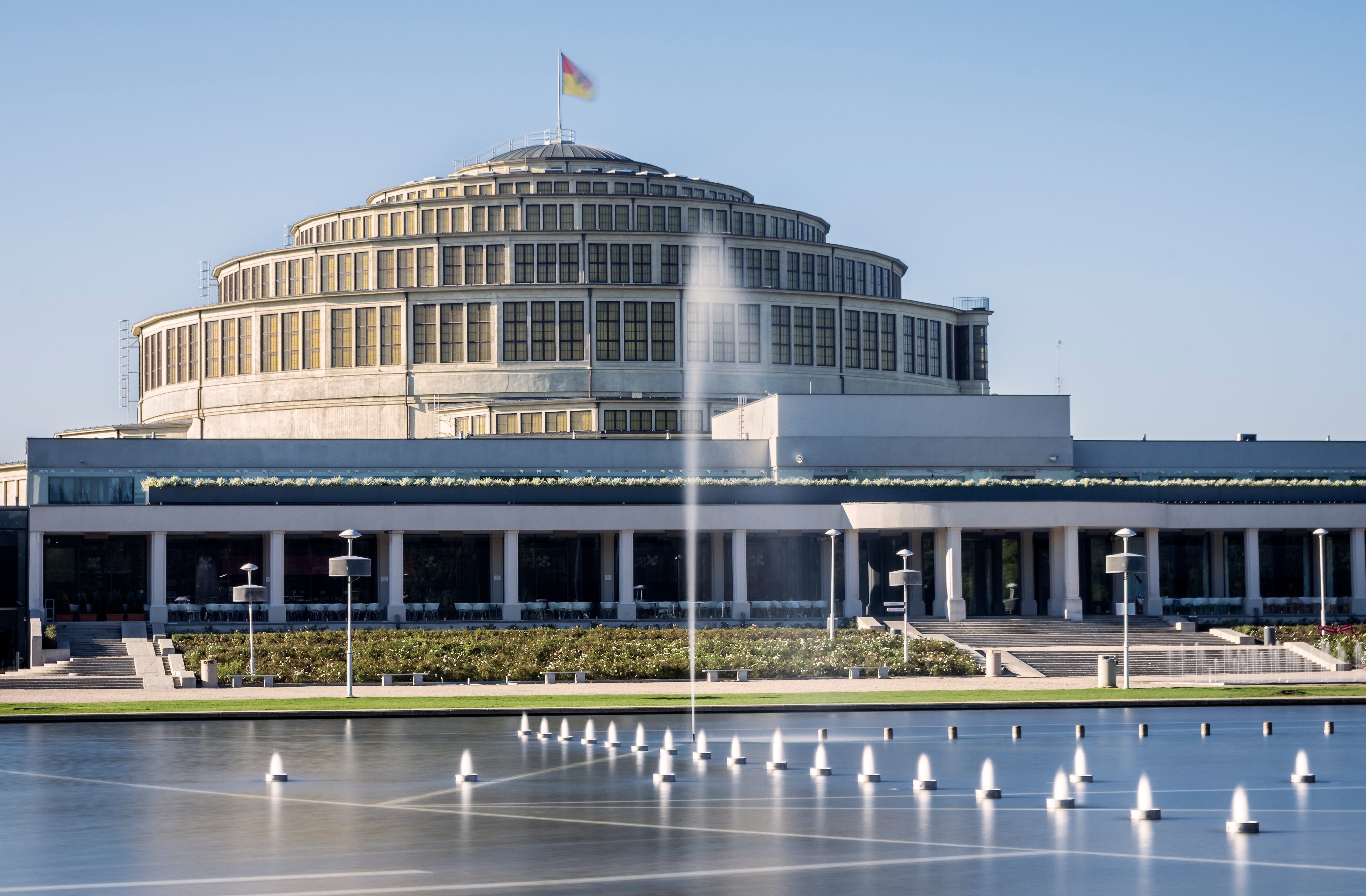
Đài phun nước Wrocław vào ban ngày, với Cung Thế kỷ lịch sử
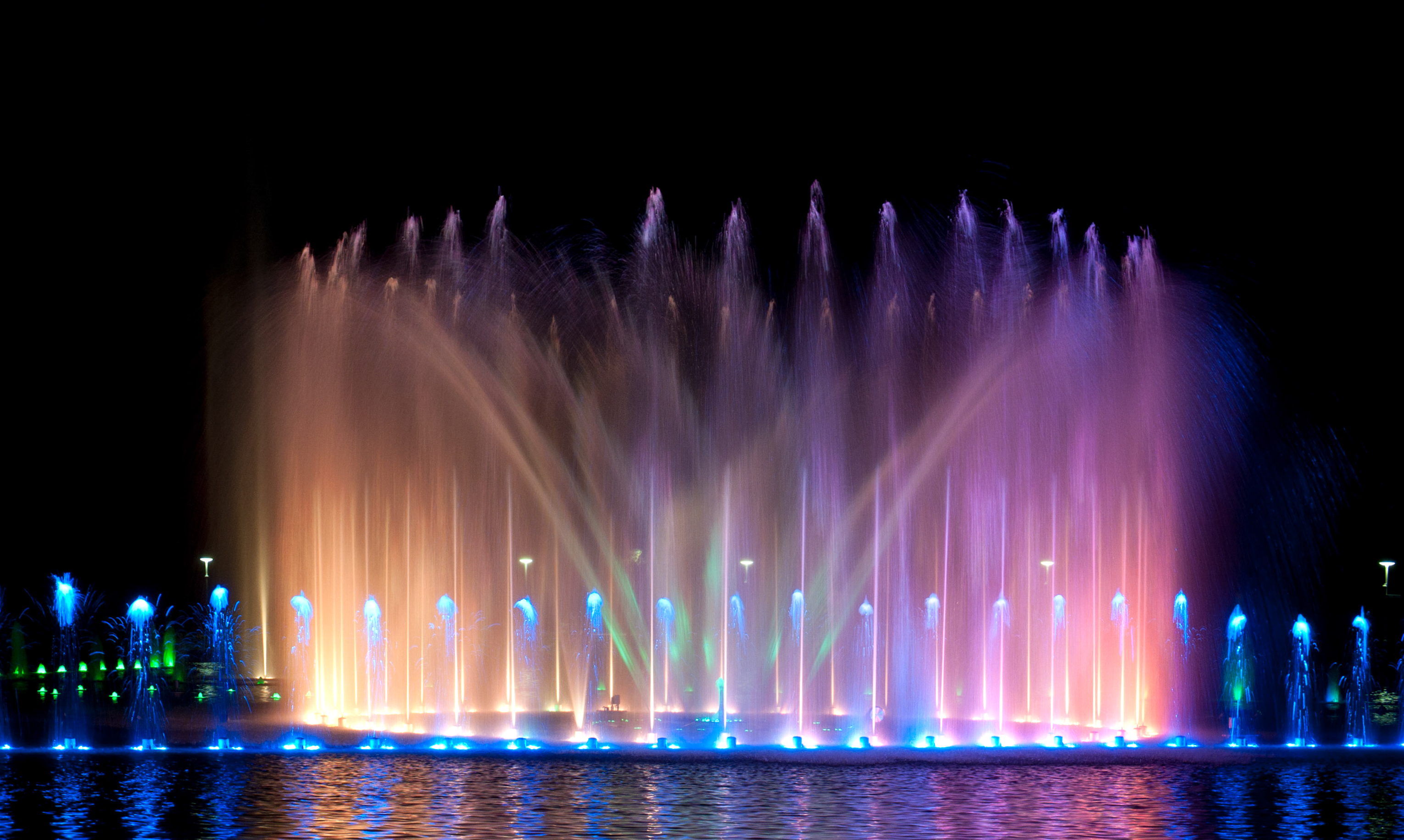
Đài phun nước đa phương tiện Wrocław được chiếu sáng vào ban đêm trong một chương trình
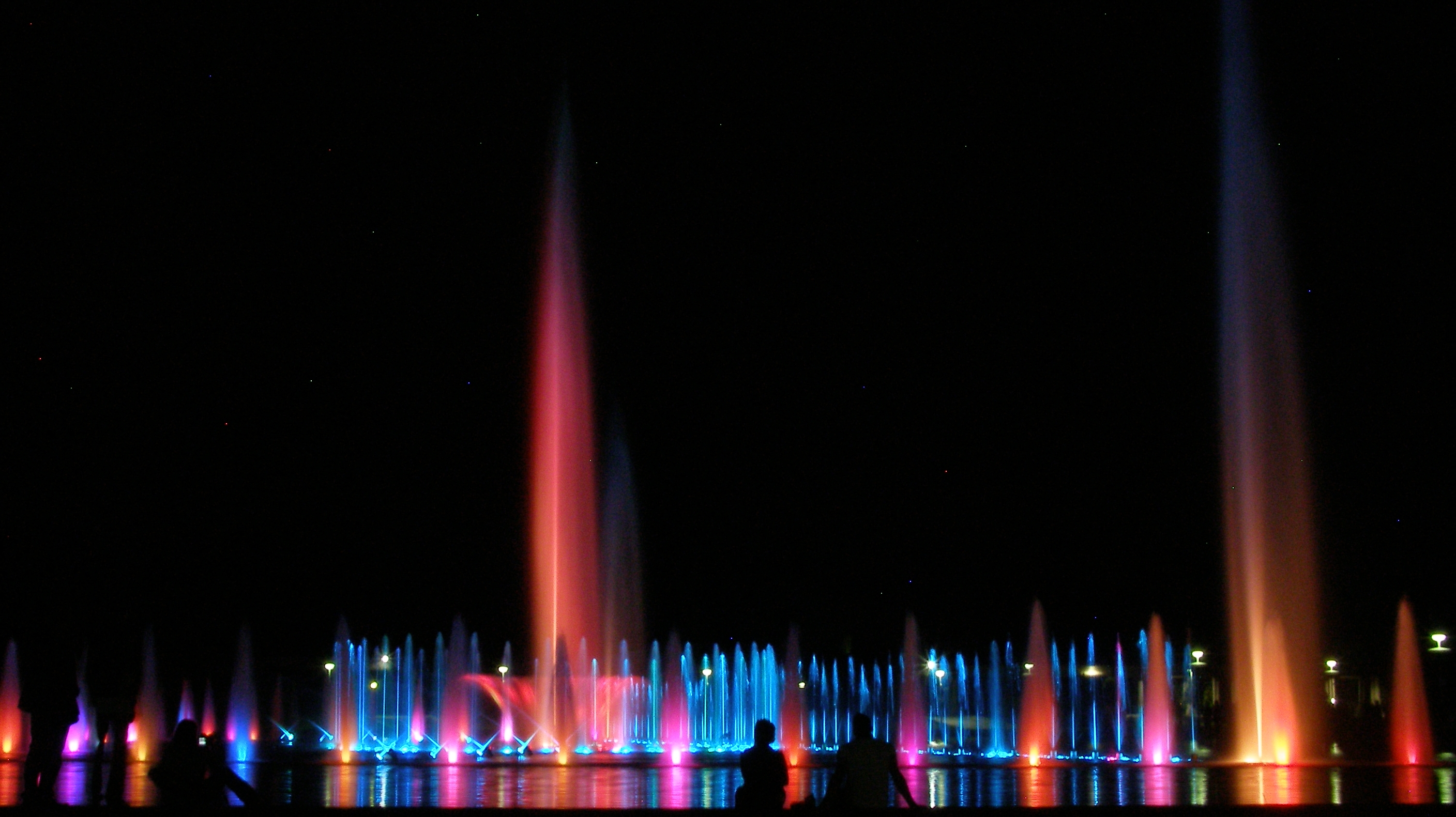
Đài phun nước Wrocław vào ban đêm
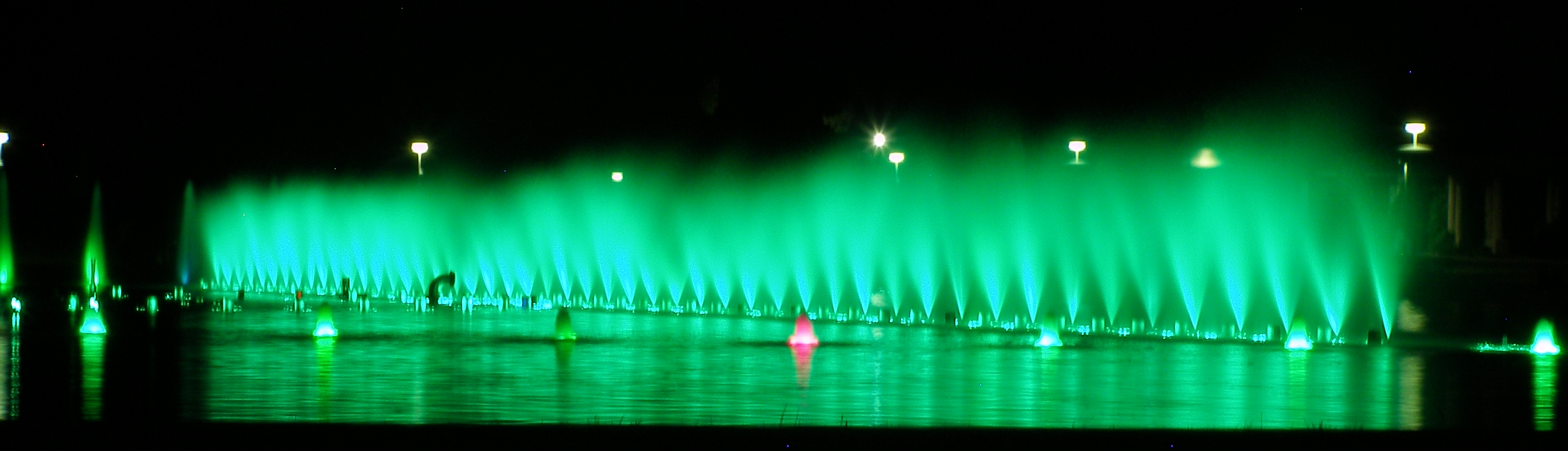
Đài phun nước Wrocław vào ban đêm